# Yamakasi - I nuovi samurai
Yamakasi - I nuovi samurai (Yamakasi - Les samouraïs des temps modernes) è un film del 2001 diretto da Ariel Zeitoun, e presentato da Luc Besson, che figura anche fra gli sceneggiatori della pellicola.

## Trama
Sette giovani sono degli esperti della disciplina del parkour, uno sport di strada che li vede coinvolti in spettacolari evoluzioni e pericolosissimi salti da un tetto a un altro. I sette ragazzi si allenano alle prime ore del mattino per non destare troppa attenzione fra i cittadini. Ciò nonostante dovranno vedersela con l'opposizione di chi li considera dei potenziali ladri e della polizia.

## Altri film
Nel 2004 il gruppo Yamakasi è stato protagonista anche del film The Great Challenge (Les Fils Du Vent) non definito sequel di Yamakasi - I nuovi samurai.